# Maria Mercè Costa Paretas
Maria Mercè Costa Paretas (Girona, 15 de març de 1923 – Barcelona, 10 d’abril de 2020) fou una arxivera catalana, la primera directora de l'Arxiu de la Corona d'Aragó, des del 1983 fins que es jubilà, al 1988.
Llicenciada el 1949 en Filosofia i Lletres, secció d'Historia, per la Universitat de Barcelona, l’any 1954 va ingressar al Cos Facultatiu d'Arxivers, Bibliotecaris i Arqueòlegs. Treballà als Arxius de l'Audiència de Navarra, de la Delegació d'Hisenda de Pamplona i del Museu Arqueològic Provincial de Girona, fins que l'any 1961 va obtenir plaça a l'Arxiu de la Corona d'Aragó de Barcelona, on fou secretària, entre els anys 1964 i el 1981. Tot seguit, i fins al 1983 en fou la vicedirectora i, des d’aquest any fins al 1988, en què es jubilà, la directora de la institució.
Durant tots aquests anys, el seu treball arxivístic es va centrar especialment en la documentació d'ordes religioses i militars; també en la noblesa, en concret en la casa de Xèrica, objecte de la seva tesi doctoral; i també en la documentació de Sardenya conservada a l'Arxiu.
La ingent tasca de recerca que emprengué en els arxius de les institucions monàstiques donà un gran nombre d’estudis, guies, apèndixs i inventaris sobre aquests materials. Hi destaquen estudis referits a diverses ordes femenines, així com investigacions històriques sobre la casa de Xèrica.
A més de participar activament en congressos d'història nacionals i internacionals, com a secretària i membre de la Comissió permanent dels Congressos d'Història de la Corona d'Aragó contribuí a la projecció internacional de l'Arxiu.

## Obra[3]

### Tesi doctoral
- La casa de Xèrica i la seva política en relació amb la monarquia de la Corona d'Aragó (segles XIII-XIV), UAB, 1991

### Llibres
- El món de les dames de Jonqueres, 2005
- La casa de Xèrica i la seva política en relació amb la monarquia de la Corona d'Aragó (segles XIII-XIV), 1998
- Violant Carroç, una comtessa dissortada, 1973
- (amb altres autors) Privilegios reales concedidos a la ciudad de Barcelona, 1971

### Articles
- «La misteriosa dama de Xèrica», Acta historica et archaeologica mediaevalia, 22, 2001
- «El segon monestir de Jonqueres i el molí d'En Carbonell», Anuario de estudios medievales, 28, 1998
- «Conflictes de pesca a les mars de Palamós (1571-1576)», Estudis del Baix Empordà, Vol. 14, 1995
- «Un misteri onomàstic al voltant de la infanta Isabel d'Aragó», Anuario de estudios medievales, 18, 1988
- «Reparació d'una nau en el port de Palamós (1434)», Estudis del Baix Empordà, Vol.7, 1988
- «La casa dels senyors d'Ayerbe, d'origen reial», Medievalia, 8, 1988
- «Palamós medieval: aspectes de la defensa de la vila», Estudis del Baix Empordà, Vol. 1, 1981
- «Los reyes de Portugal en la frontera castellano-aragonesa (1304)», Medievalia, 2, 1981
- «Notícia dels habitants de l'Espluga de Francolí a la segona meitat del segle XV», Aplec de treballs, 2, 1980
- «Mahalta o Ermessenda?: sobre les sepultures comtals a la seu de Girona», Annals de l'Institut d'Estudis Gironins, 25, 1979-80
- «Els antics ponts de Girona», Annals de l'Institut d'Estudis Gironins, 22, 1974
- «Les dames nobles de Jonqueres». II Col·loqui d'història del monaquisme català, 1974
- «El monestir de Jonqueres. Història d'un edifici desaparegut». Cuadernos de Arqueología e Historia de la Ciudad, 15, 1973
- «Una batalla entre nobles a Barcelona (1379)», Anuario de estudios medievales, 7, 1970-1971
- «La familia dels jutges d'Arborea», Studi Sardi, XXI, 1970
- «Els necrologis del convent d'Alguaire», Miscelánea de estudios dedicados a Martínez Ferrando, archivero, 1968
- «Comentario a siete lápidas del Museo Arqueológico provincial», Revista de Girona, 7, 1959
- «Presencia del Museo Arqueológico Provincial en la I exposición Iberoamericana de Numismática y Medallística», Annals de l'Institut d'Estudis Gironins, 12, 1958
- «Museo Arqueológico Provincial de Gerona: Ingresos del año 1956», Annals de l'Institut d'Estudis Gironins, 11, 1957

### Col·laboracions en obres colːlectives
- «Activitats d'un batlle de Palamós», aː El món urbà a la Corona d'Aragó del 1137 als decrets de Nova Planta: XVII Congrés d'Història de la Corona d'Aragó, Vol. 3, 2003
- «Relacions entre Alfons el Magnànim i els Països Balcànics: testimonis documentals», aː La Corona d'Aragona ai tempi di Alfonso II el Magnanimo: i modelli politico-istituzionali, la circolazione degli uomini, delle idee, delle merci, gli influssi sulla società e sul costume, Vol. 1, 2001
- «Els esclaus del monestir de Jonqueres», aː De l'esclavitud a la llibertat: esclaus i lliberts a l'edat mitjana; actes del col·loqui internacional celebrat a Barcelona, del 27 al 29 de maig de 1999, 2000
- «L'infant que hauria pogut ser rei», aː El poder real de la Corona de Aragón: (siglos XIV-XVI), Vol. 3, 1996
- «Els altres ordes religioso-militars als Països Catalans», aː Actes de les Primeres Jornades sobre els Ordes Religioso-Militars als Països Catalans (segles XII-XIX): (Montblanc, 8-10 de novembre de 1985), 1994
- «Aspectos del mudéjar cordobés», aː Actas del II Simposio internacional de mudejarismo. Arte: Teruel. 19-21 de noviembre de 1981, 1982
- «Una figura enigmática: Valor de Ligia», aː La corona de Aragon en el siglo XIV, Vol. 3, 1973
- «Una batalla entre nobles a Barcelona (1379)», aː La investigación de la historia hispánica del siglo XIV: problemas y cuestiones / Emilio Sáez (ed. lit.), 1973, págs. 533-554